# Maxine Singer
Pour les articles homonymes, voir Singer.
Maxine Frank, née Singer le 15 février 1931 à New York et morte le 9 juillet 2024 à Washington, est une biologiste moléculaire américaine et administratrice scientifique. 
Elle est connue pour ses contributions à la résolution du code génétique, son rôle dans les débats éthiques et réglementaires sur les techniques de l'ADN recombinant (notamment l'organisation de la Conférence d'Asilomar sur l'ADN recombinant) et son leadership à la Carnegie Institution de Washington. En 2002, le magazine Discover la désigne comme l'une des 50 femmes les plus importantes de la science.

## Biographie
Maxine Singer est née à New York. Après avoir fréquenté la Midwood High School à Brooklyn, elle se spécialise en chimie (et mineure en biologie) au Swarthmore College. Elle obtient ensuite un doctorat en 1957 à l'Université Yale, faisant des recherches sur la chimie des protéines sous la direction de Joseph Fruton. Fruton l'encourage à se spécialiser dans les acides nucléiques et, en 1956, elle rejoint le Laboratoire de biochimie de Leon Heppel aux National Institutes of Health. Elle dirige divers groupes de recherche biochimique en tant que cheffe du laboratoire de biochimie de l'Institut national du cancer entre 1980 et 1987.
À la suite du rapport de 1973 sur la première utilisation de techniques d'ADN recombinant pour introduire des gènes d'une espèce dans une autre, Maxine Singer est parmi les premières à attirer l'attention sur les risques possibles du génie génétique. Elle est présidente de la Conférence Gordon de 1973 sur des acides nucléiques, où les risques possibles pour la santé publique de la technique sont discutés, et elle aide à organiser la Conférence d'Asilomar de 1975 sur l'ADN recombinant qui donne lieu à des lignes directrices pour faire face aux potentiels risques de la technique.
Maxine Singer est élue membre de l'Académie américaine des arts et des sciences en 1978. En 1988, elle devient présidente de la Carnegie Institution de Washington, poste qu'elle occupe jusqu'en 2002. Maxine Singer reçoit la médaille nationale des sciences en 1992 «pour ses réalisations scientifiques exceptionnelles et sa profonde préoccupation pour la responsabilité sociétale de scientifique» et est la première femme à recevoir le prix Vannevar Bush, en 1999. En 2007, elle reçoit la Public Welfaire Medal de la National Academy of Sciences.

## Contributions à la recherche
Maxine Singer apporte d'importantes contributions aux domaines de la biochimie et de la biologie moléculaire. Ses recherches avec Leon Heppel sur le rôle des enzymes qui régulent la synthèse des acides nucléiques contribuent à aider Marshall Nirenberg et Heinrich Matthaei à déchiffrer le code génétique. Ils étudient la polynucléotide phosphorylase, une enzyme qui peut rassembler des nucléotides individuels en séquences d'ARN aléatoires. Ils étudient les compositions de base de ces polynucléotides par électrophorèse et chromatographie sur papier, ce qui leur permet de comprendre comment l'enzyme catalyse leur synthèse. Ces expériences leur permettent également de créer une bibliothèque de brins d'ARN artificiels de séquences définies, comme une molécule composée uniquement de triplets d'uracile qui coderait pour la phénylalanine. Ces polynucléotides artificiels sont utilisés par Nirenberg pour soutenir l'hypothèse que l'ARN joue un rôle clé dans la synthèse des protéines en utilisant les informations de l'ADN. Les séquences d'ARN spécifiques produites par Singer sont utilisées pour faire correspondre chacun des vingt acides aminés à un triplet nucléotidique d'ARN spécifique.
La recherche de Maxine Singer comprend également l'étude de la structure de la chromatine et de la recombinaison génétique des virus. Pendant son mandat à la tête du Laboratoire de biochimie du National Cancer Institute dans les années 1980, elle concentre ses recherches sur les LINES, ou les longs éléments nucléaires intercalés. Elle se concentre sur LINE-1, un rétrotransposon trouvé dans les génomes de mammifères qui est dispersé dans des milliers d'endroits dans le génome humain, qui, selon elle, est capable de se déplacer et de s'insérer dans de nouveaux endroits sur l'ADN chromosomique. Elle étudie le mécanisme de réplication et de dispersion des copies de LINE-1 vers de nouveaux emplacements du génome et découvre que l'insertion de ces éléments dans un nouvel emplacement peut induire des mutations dans les gènes voisins, jouant un rôle dans les maladies génétiques.

## Contributions à la communauté scientifique
Outre ses recherches scientifiques, Maxine Singer joue un rôle déterminant dans l’affinement de la politique scientifique. Lorsqu'elle est coprésidente de la Conférence Gordon en 1973, elle soulève des problèmes concernant les effets et les risques potentiels sur la santé dans le domaine relativement nouveau de la technologie de l'ADN recombinant. Elle organise la Conférence d'Asilomar de 1975 afin de rassembler des scientifiques pour imposer des restrictions et élaborer des lignes directrices sur la recherche sur l'ADN recombinant, où elle recommande de reprendre la recherche sous des garanties prudentes jusqu'à ce que l'on en sache davantage sur les risques biologiques potentiels de la technologie de l'ADN recombinant,.
Maxine Singer est également un défenseur des femmes dans les sciences. Elle écrit un éditorial dans Science soutenant que les universités devraient encourager les femmes à poursuivre les sciences et l'ingénierie plutôt que de gaspiller leurs compétences en raison de préjugés involontaires à leur encontre. Maxine Singer présente également le projet "First Light", un programme d'enseignement des sciences pour les élèves du primaire à Washington D.C. visant à améliorer l'enseignement des mathématiques et des sciences dans les écoles.
Maxine Singer écrit plus de 100 articles scientifiques et a également publié plusieurs livres avec le co-auteur Paul Berg destinés à aider le public à mieux comprendre la génétique moléculaire, notamment Genes and Genomes (1991), Dealing with Genes (1993) et George Beadle: An Uncommon Farmer (2003).